# ثقافة باودون
ثقافة باودون (2700 قبل الميلاد - 1700 قبل الميلاد) كانت ثقافة من العصر الحجري الحديث التي تركزت في سهل تشنغدو في سيتشوان، الصين.

## التواريخ
قسم علماء الآثار الحضارة إلى أربع مراحل (من الأولى إلى الرابعة). تواريخ الكربون المشع الوحيدة لحضارة باودون جاءت من بياندويشان. تم معايرة تاريخين باستخدام برنامج CalPal إلى 2467 ± 347 قبل الميلاد و1993 ± 335 قبل الميلاد.